# وایولت پار
وایولت پار (یا کوتاه‌وار: وای؛ (به انگلیسی: Violet Parr)، یک شخصیت تخیلی در سری انیمیشن شگفت‌انگیزان، محصول پیکسار است. این شخصیت توسط سازندهٔ انیمیشن شگفت‌انگیزان، یعنی برد برد خلق شده و تاکنون در دو فیلم شگفت‌انگیزان و شگفت‌انگیزان ۲ حضور یافته‌است.
وایولت فرزند بزرگ هلن پار و باب پار است. او دو برادر کوچک‌تر از خود به نام‌های دش و جک-جک دارد و همانند دیگر اعضای خانواده‌اش، یک ابرانسان است. وایولت نیروی نامرئی‌شدن دارد. او همچنین این توان را دارد که در پیرامون خود، سپری محافظ ایجاد کرده و به دلخواه خود، آن را کوچک یا بزرگ کند. در کنار ابرقهرمان بودن، وایولت یک دختر دبیرستانی خجالتی است که دربارهٔ بسیاری از موضوعات کنجکاو است. سارا واول در هردو قسمت انیمیشن شگفت‌انگیزان وایولت را صداپیشگی کرده‌است.
سازندهٔ انیمیشن شگفت‌انگیزان، یعنی برد برد، در مصاحبه‌ای اعلام کرد که چرایی اینکه نیروی نامرئی‌شدن را برای وایولت گزینش کرده، این است که به وسیلهٔ این نیروی خاص، می‌توانست برخی از چالش‌هایی که دختران دبیرستانی با آن درگیر هستند را بهتر نمایش دهد. برد باور دارد که دختران دبیرستانی، امروزه با موضوعاتی همچون ناامنی و دفاع کردن دچار چالش هستند و این ویژگی وایولت باعث می‌شده تا آن‌ها بتوانند به این موضوع بپردازند.
شخصیت وایولت مورد استقبال منتقدان و تماشاگران قرار گرفت و به ویژه منتقدان از رشد و تغییر این شخصیت در قسمت دوم بسیار استقبال کردند. همچنین گویندگی سارا واول به جای این شخصیت نیز ستایش شد. پس از اکران قسمت اول، بسیاری از این شخصیت را تحت تأثیر زن نامرئی/سوزان استورم دانستند. شخصیت وایولت در نسخه‌های گوناگونی که از شگفت‌انگیزان منتشر شد، همچون بازی‌های ویدئویی آن، حضور پیدا کرده‌است.

## ساخت

### پویانمایی
از دید عضوهای فنی تیم فیلم نخست، وجود شخصیت‌های انسانی فیلم باعث روبرو شدن با گروهی دشوار از چالش‌ها شده بود. همچنین انسان به‌طور گسترده‌ای به عنوان دشوارترین چیز ممکن برای اجرایی‌شدن در انیمیشن شناخته می‌شود. در ادامه، پویانماهای پیکسار از خودشان در هنگام قدم زدن برای فهم بهتر حرکت درخور انسان فیلم‌برداری کردند. به هر حال، ساخت مدل‌های کاملاً انسانی به ایجاد فناوری تازه‌ای برای پویانمایی آناتومی دارای جزئیات، پوشاک و پوست و موی واقع‌بینانه انسان نیاز داشت. اگرچه تیم فنی در شرکت هیولاها (۲۰۰۱) ورزیدگی‌هایی در کار با مو و پارچه کسب کرده بود، اما به اندازهٔ مو و پارچهٔ مورد نیاز این فیلم، تا این زمان هرگز توسط پیکسار کار انجام نشده بود. افزون بر این، برد نیز برای سادگی کارهای فنی هیچ‌گونه سازشی نکرد. جایی که تیم فنی شرکت هیولاها کارگردان پیت داکتر را مجاب کرده بود که برای آسان کردن پویانمایی موهای دخترک، موهای شخصیت بو از فیلم دیگر پیکسار را بپذیرد، اعلام شد که شخصیت وایولت نیاز است موهایی بلند داشته باشد که چهرهٔ او را پنهان کند. در واقع، این بخشی جدایی‌ناپذیر از شخصیتش بود. موهای بلند وایولت که پویاسازی آنان بسیار سخت بود، تنها در واپسین دوران تولید فیلم با موفقیت پویاسازی شدند. افزون بر این مشکل، پویانماها باید خود را با داشتن مو در زیر آب و باد خوردنش نیز هماهنگ می‌کردند. دیزنی به دلیل همین مشکلات نخست به ساخت فیلم مایل نبود، زیرا می‌پنداشت که یک فیلم لایو اکشن بهتر خواهد بود، اما لستر این موضوع را رد کرد. موهای وایولت برای رندرینگ کامل در کل شش ماه به کار انیماتورها افزود.

### شخصیت‌پردازی و طراحی
وایولت، دختر بزرگ خانوادهٔ پار است. درست برخلاف برادر خود، دش، دارای شخصیتی بسیار محافظه‌کار است و نیروی ویژه‌اش نیز در ناپیداشدن و ساخت گونه‌ای سپر دفاعی است. او چندان موافق جنگ و جدال نبوده و به همین دلیل نیز در بیشتر وقت‌ها با برادر کوچکش به دعوا می‌پردازد و به‌گونه‌ای، مخالف او است. اگرچه وایولت در پایان، برای هدف دیگری که نجات خانواده‌شان است، با این برادر متحد و هم‌پیمان می‌شوند.

## نیروها و توانایی‌ها
وایولت دارای نیروی نامرئی‌شدن است. او همچنین این توان را دارد تا در پیرامون خود، سپری محافظ ایجاد کرده و به دلخواه خود، آن را کوچک یا بزرگ کند. در فیلم نخست، او یادمی‌گیرد که چگونه نیروهایش را کنترل کند.

## بازخوردها و نقدها
شخصیت وایولت مورد استقبال نقدگران و تماشاگران قرار گرفت و به ویژه منتقدان از رشد و تغییر این شخصیت در قسمت دوم بسیار استقبال کردند. همچنین گویندگی سارا واول به جای این شخصیت نیز ستایش شد. پس از اکران قسمت نخست، بسیاری این شخصیت را اثرگرفته از زن نامرئی/سوزان استورم دانستند.